# Goran Lozanovski
Goran Lozanovski (Melbourne, 11 gennaio 1974) è un allenatore di calcio ed ex calciatore australiano, di ruolo centrocampista.

## Carriera
Nella stagione 2008-2009 è riuscito a piazzare la squadra all'8º posto nella Victorian Premier League. Ha vinto per due volte la NSL con il South Melbourne.

## Palmarès
- NSL: 2

South Melbourne: 1997-1998, 1998-1999
- Joe Marston Medal: 1

South Melbourne: 1998-1999

## Statistiche

### Cronologia presenze e reti subite in nazionale
| Cronologia completa delle presenze e delle reti in nazionale ― Australia | Cronologia completa delle presenze e delle reti in nazionale ― Australia | Cronologia completa delle presenze e delle reti in nazionale ― Australia | Cronologia completa delle presenze e delle reti in nazionale ― Australia | Cronologia completa delle presenze e delle reti in nazionale ― Australia | Cronologia completa delle presenze e delle reti in nazionale ― Australia | Cronologia completa delle presenze e delle reti in nazionale ― Australia | Cronologia completa delle presenze e delle reti in nazionale ― Australia |
| Data                                                                     | Città                                                                    | In casa                                                                  | Risultato                                                                | Ospiti                                                                   | Competizione                                                             | Reti                                                                     | Note                                                                     |
| ------------------------------------------------------------------------ | ------------------------------------------------------------------------ | ------------------------------------------------------------------------ | ------------------------------------------------------------------------ | ------------------------------------------------------------------------ | ------------------------------------------------------------------------ | ------------------------------------------------------------------------ | ------------------------------------------------------------------------ |
| 10-2-1996                                                                | Wollongong                                                               | Australia                                                                | 1 – 4                                                                    | Giappone                                                                 | Amichevole                                                               | -                                                                        | 70’                                                                      |
| 14-2-1996                                                                | Melbourne                                                                | Australia                                                                | 3 – 0                                                                    | Giappone                                                                 | Amichevole                                                               | -                                                                        |                                                                          |
| 25-2-1996                                                                | Brisbane                                                                 | Australia                                                                | 0 – 2                                                                    | Svezia                                                                   | Amichevole                                                               | -                                                                        | 71’                                                                      |
| 28-2-1996                                                                | Sydney                                                                   | Australia                                                                | 0 – 0                                                                    | Svezia                                                                   | Amichevole                                                               | -                                                                        | 46’                                                                      |
| 21-9-1996                                                                | Pretoria                                                                 | Australia                                                                | 4 – 0                                                                    | Kenya                                                                    | Amichevole                                                               | -                                                                        | 55’                                                                      |
| 7-2-1998                                                                 | Melbourne                                                                | Australia                                                                | 0 – 1                                                                    | Cile                                                                     | Amichevole                                                               | -                                                                        | 63’ 77’                                                                  |
| 15-2-1998                                                                | Adelaide                                                                 | Australia                                                                | 0 – 3                                                                    | Giappone                                                                 | Amichevole                                                               | -                                                                        |                                                                          |
| 25-9-1998                                                                | Brisbane                                                                 | Australia                                                                | 2 – 0                                                                    | Figi                                                                     | Coppa d'Oceania 1998 - 1º turno                                          | -                                                                        | 62’                                                                      |
| 4-10-1998                                                                | Brisbane                                                                 | Australia                                                                | 0 – 1                                                                    | Nuova Zelanda                                                            | Coppa d'Oceania 1998 - Finale                                            | -                                                                        | 62’ 90+1’                                                                |
| Totale                                                                   |                                                                          | Presenze                                                                 | 9                                                                        |                                                                          | Reti                                                                     | 0                                                                        |                                                                          |